# Nearctopsylla
Nearctopsylla (лат.) — род блох из семейства Hystrichopsyllidae. Около 20 видов. В России 1 вид.

## Описание
От других блох отличаются следующими признаками: ктенидиум щёк состоит из 5 широких зубцов (второй снизу самый длинный), пятый членик задних лапок несёт 4 или 5 пар боковых щетинок (подошвенных щетинок нет), отсутствие гребней на тергитах брюшка, церки с одной длинной апикальной и двумя мелкими субапикальными щетинками; сенсилий выпуклый; на пронотуме и голове расположен ктенидий (гребень из плоских зубцов). Паразитируют на насекомоядных и мелких хищных млекопитающих. Северная Америка (большинство видов) и Азия (Китай и Дальний Восток России, около 5 видов). В России 1 вид.

## Классификация
Около 20 видов.
- Nearctopsylla beklemischevi Ioff, 1950
- Nearctopsylla brevidigita Wu Houyoung, Wang Dwenching et Liu Chiying, 1965[6]
- Nearctopsylla brooksi (Rothschild, 1904)
- Nearctopsylla genalis (Baker, 1904)
- Nearctopsylla georgiana Pratt et Harrison, 1954
- Nearctopsylla grahami Holland, 1979[8]
- Nearctopsylla hamata Holland & Jameson, 1950
- Nearctopsylla hyrtaci (Rothschild, 1904)
- Nearctopsylla ioffi Sychevskiy, 1950
- Nearctopsylla jordani Hubbard, 1940
- Nearctopsylla liupanshanensis Li Xiaolan, Wu Houyoung et Liu Quan, 1984
- Nearctopsylla martyoungi Hubbard, 1954
- Nearctopsylla myospalaca Ma & Wang, 1966
- Nearctopsylla pfitzeri Benton, 1981
- Nearctopsylla princei Holland & Jameson, 1950
- Nearctopsylla traubi Hubbard, 1949
- Nearctopsylla xijiensis Wu Houyoung, Chen Baifang et Li Xiaolan, 1986[9]